# Jérôme Burgensis
Jérôme Burgensis, connu également sous les noms de Jérôme du Bourg, Jérôme de Burges, Jérôme Bourgeois, Jérôme de Bourg, est un prélat français mort en 1583, évêque et comte de Châlons, pair de France.
Aumônier de François Ier jusqu'en 1546, il devint évêque de Chalons en 1556.

## Son origine
Jérôme Burgensis (latinisation de Bourgeois) est le petit-fils de Jean Burgensis, médecin à Blois de la duchesse d'Orléans puis de Louis XII et le fils de Louis Burgensis, médecin de François Ier, originaire de Saint-Épain et de Marie Hélin.

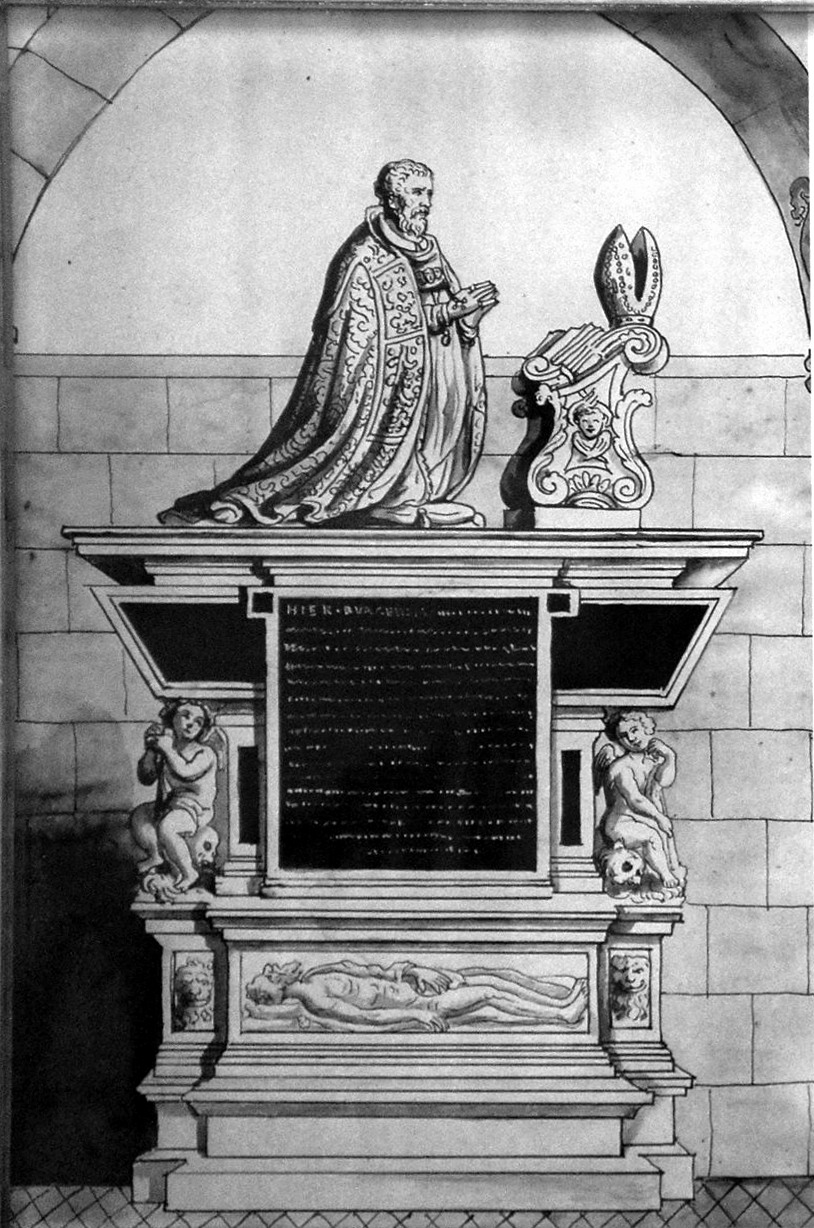
Relevé de son orant par Roger de Gaignières vers 1700.

## Son œuvre
Jérôme Burgensis est chanoine de la collégiale Notre-Dame de Mantes-la-Jolie (dans le diocèse de Chartres), aumônier du roi  François 1er jusqu'en 1546, et commendataire de l'abbaye Saint-Pierre-aux-Monts (monastère bénédictin à Châlons, diocèse de Châlons-en-Champagne).
Nommé évêque de Chalons-sur-Marne en 1556, il est consacré par Louis Guillart, évêque de Chalon-sur-Saône. En 1557, Jérôme Bourgeois autorise les Cordeliers à prêcher dans les églises du doyenné de Joinville. La même année, il fait publier un nouveau livre synodal pour son diocèse, reprenant, modifiant et complétant des statuts médiévaux aujourd'hui perdus.
En 1561, il assiste au couronnement de Charles IX qui l'envoie au Concile de Trente en 1562. 
Il se démet de son siège en 1571. Ses successeurs sont ses neveux, fils de Côme Clausse.
En 1572, il fonde dans son diocèse un collège et un séminaire, et il fait une importante donation pour la réforme des institutions de malades de Châlons, en souhaitant qu'elles soient regroupées autour de l'Hôtel-Dieu Saint-Étienne.  
Il meurt en 1583. Son gisant est à la Cathédrale Saint-Étienne de Châlons.